# Penrith
Penrith är en köpstad (market town) och en civil parish i kommunen Westmorland and Furness i Cumbria, England. Staden ligger i Eden Valley, strax norr om floden Eamont, och mindre än fem kilometer utanför gränserna till Lake District National Park. Andra lokala vattendrag i staden är River Lowther och River Petteril. Ett delvis handgjort vattendrag, känt som Thacka Beck, rinner längs stadscentrat, och binder samman Petteril och Eamont. Under många sekel var Beck ortens främsta vattentillgång. Orten har 14 756 invånare (2001)
I Penrith finns ett slott.